# كريستين صفير
كريستين أسود صفير هي الرئيس التنفيذي في تريتس القابضة (المشغلة لمطاعم «سمسم» و«غرين فلافل»)، والرئيس التنفيذي لشركة ميتينغ بوينت المشغلة لمقاهي دانكن دونتس في لبنان منذ عام 1996.
هي عضو مجلس الإدارة في “الجمعية اللبنانية لتراخيص الامتياز”، وعضو ناشط في «الرابطة اللبنانية لسيدات الأعمال».
فازت صفير بجائزة المرأة الناجحة في مجال الضيافة (Women Achiever in Hospitality)، في معرض هوريكا (Horeca)، عام 2010، وجائزة الريادة (Pathfinder Award)، عام 2007. ونالت عام 2014 لقب «قائد عالمي شاب» من المنتدى الاقتصادي العالمي.
تحمل صفير ماجستير في التسويق عام 2004 من المدرسة العليا لإدارة الأعمال في لبنان، وماجستير في علوم الأغذية عام 1996 من جامعة ماغيل بكندا، وبكالوريوس في العلوم، قسم التغذية وعلم التغذية عام 1994 من الجامعة الأميركية في بيروت، لبنان.
فازت صفير بجائزة أريبيان بزنس لأفضل سيدة أعمال لعام 2011. وقع عليها الاختيار عام 2013، لتكون ضمن أقوى 100 امرأة في العالم؛ إذ حصلت على المركز الـ 94 عربيا والمركز الـ 11 محليا.
يذكر أن كريستين صفير حصلت على أول امتياز لـ دانكن دونتس في لبنان في سن الـ 22 عاما، واستطاعت أن تزيد حجم الأعمال لتدير 30 فرعاً تضم 250 موظفاً في غضون سنوات.

## النشأة والتعليم

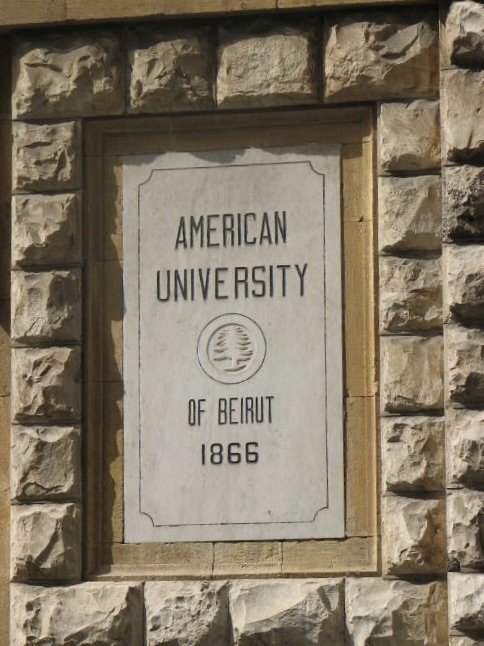
على بوابة الجامعة الأمريكية في بيروت حيث درست صفير

وُلدت كريستين صفير في لبنان. وبمرور الوقت حصلت على 3 شهادات: شهادة ماجستير في التسويق عام 2004 من كلية الدراسات العليا في إدارة الأعمال (École Supérieure des Affaires) بلبنان. ثم نالت شهادة ماجستير في علوم الأغذية عام 1996 من جامعة ماغيل (McGill University) بكندا، وشهادة بكالوريوس في العلوم، قسم التغذية وعلم التغذية عام 1994 من الجامعة الأميركية في بيروت بلبنان. وبالتالي، لديها خبرة في عدّة مجالات، من المطاعم إلى تراخيص الامتياز والمبادرة. وتتحدّث ثلاث لغات: العربية، الفرنسية والإنكليزية.

## الحياة الوظيفية
حصلت كريستين صفير على أول امتياز لـ«دانكن دونتس» في لبنان في سن الـ22 عاماً، واستطاعت أن تزيد حجم الأعمال لتدير 30 فرعاً يضم 250 موظفاً في غضون سنوات. وتعتبر صفير أن تأسيس عمل خاص يعتبر أسهل في الدول العربية ولبنان عنه في الغرب؛ وذلك لأن المجالات تكون مفتوحة، ولا توجد نساء كثيرات لديهن عمل خاص في المجال نفسه الذي تقرر دخوله، ما يجعل من ذلك فرصة سانحة لتأسيس أعمال خاصة للسيدات. هي المسؤولة التنفيذية، منذ 2008، لـTreats Holding, Semsom ومسؤولة تنفيذية، منذ 1996، لـMeeting Point, Dunkin Donuts Lebanon.

## النساء في مجال العمل
خلال حديثها في منتدى أريبيان بزنس الأول لسيدات الأعمال والذي يجري تنظيمه من قبل مجلة أريبيان بزنس في فندق أرماني بدبي، أشارت سيدة الأعمال اللبنانية كريستين صفير إلى أن فرص النساء في مجال العمل آخذة في الارتفاع مع تزايد أعدادهن من حيث إدارة شركاتهم الخاصة أو تولي مناصب مهمة في شركات كبيرة. وقالت صفير: «سواء كنت رجل أعمال أو سيدة أعمال، فإن هذا لا يشكل فرقاً كبيراً. أنا أعرف الكثير من سيدات الأعمال الناجحين واللواتي يواجهن نفس التحديات التي يجدها الرجال». وتعتبر صفير أن تأسيس عمل خاص يعتبر أسهل في الدول العربية ولبنان مثلاً عنه في الغرب، وذلك لأن المجالات تكون مفتوحة ولا يوجد نساء كثيرات لديهن عمل خاص في نفس المجال الذي تقرر دخوله، ما يجعل من ذلك فرصة سانحة لتأسيس أعمال خاصة للسيدات. وتضيف بالقول: «إننا نرى مع المرور الوقت المزيد من سيدات الأعمال اللواتي ينجحن بالتوفيق بين العمل والأمور العائلية».

## مراكز شرفية وعضويات
- عضو مجلس الإدارة في الجمعية اللبنانية لتراخيص الامتياز.
- عضو ناشط في الرابطة اللبنانية لسيدات الأعمال.[6]

## جوائز تقديرية
- جائزة المرأة الناجحة في مجال الضيافة (Women Achiever in Hospitality)، معرض هوريكا (Horeca)، عام 2010، عن Dunkin Donuts و Semsom.[1]
- جائزة الريادة (Pathfinder Award)، شركة Dunkin Donuts ، عام 2007.[6]
- جائزة مجلة «أريبيان بزنس» كأفضل سيدة أعمال لعام 2011.[1]